# Sportpark Sloten
Lo Sportpark Sloten è uno stadio utilizzato per il ciclismo, il calcio, il football americano, la ginnastica, il baseball e il golf. È circondato da un circuito di ciclismo della lunghezza di 2,5 km.
Sono presenti i seguenti impianti sportivi:
- il Velodromo di Amsterdam, uno dei tre velodromi coperti nei Paesi Bassi, sede della Sei Giorni di Amsterdam tra il 2001 e il 2014;
- la palestra di ginnastica Turnace;
- il campo da golf Sloten

Alcuni dei club sportivi che usano lo Sloten come campo casalingo sono:
- le squadre di calcio dell'FC Blauw-Wit (dal 1965), dello ZRC/Herenmarkt (dal 1967), del Beursbengels e del Nieuw Sloten (entrambe dal 2004),
- la squadra di football americano degli Amsterdam Crusaders (dal 1984)
- la squadra di baseball e softball dell'AHC Quick

## Football americano
Allo Sportpark Sloten sono stati giocati alcuni incontri internazionali e finali nazionali di football americano.

### BIG6
| Amsterdam 22 aprile 2017 1ª giornata | Amsterdam Crusaders | 6 – 20 (0-7 0-3 0-3 6-7) | New Yorker Lions | Sportpark Sloten |

| Amsterdam 14 aprile 2018, ore 18:00 1ª giornata | Amsterdam Crusaders | 9 – 40 (0-7 0-6 9-20 0-7) referto | Frankfurt Universe | Sportpark Sloten |

### EFL (dal 2014)
| Amsterdam 3 maggio 2015, ore 15:00 2ª giornata | Amsterdam Crusaders | 0 – 62 (0-14 0-20 0-15 0-13) | Allgäu Comets | Sportpark Sloten |

| Amsterdam 7 maggio 2016, ore 15:00 4ª giornata | Amsterdam Crusaders | 64 – 19 (7-6 21-13 15-0 21-0) | Hamburg Huskies | Sportpark Sloten |

### EFAF Cup
| Amsterdam 14 maggio 2011, ore 15:00 4ª giornata | Amsterdam Crusaders | 27 – 19 (7-13 7-0 6-6 7-0) | Valencia Firebats | Sportpark Sloten |

### Euro Cup
| Amsterdam 22 maggio 1999 5ª giornata | Amsterdam Crusaders | 2 – 26 | London O's | Sportpark Sloten |

### Finali di campionato

#### Tulip Bowl
| Amsterdam 8 luglio 2018 XXXIV Tulip Bowl | Hilversum Hurricanes | 24 – 13 | Lelystad Commanders | Sportpark Sloten |

#### Runners-Up Bowl
| Amsterdam 7 luglio 2018, ore 14:00 XVIII Runners-Up Bowl | Amsterdam Crusaders II | 17 – 14 (14-0 0-7 0-0 3-7) | Den Haag Raiders '99 | Sportpark Sloten (500 spett.) |